# Schizothorax chongi
Schizothorax chongi är en fiskart som först beskrevs av Fang, 1936.  Schizothorax chongi ingår i släktet Schizothorax och familjen karpfiskar. Inga underarter finns listade i Catalogue of Life.